# Kappel am Albis
Kappel am Albis (Kappel pe Albis) până în 1911 fiind denumit Kappel este o localitate cu 865 loc. din districtul Bezirk Affoltern situat în regiunea de sud-vest a cantonului Zürich din Elveția. 

## Date geografice
Kappel este amplasat la poalele de sud-vest a munților Albis nu departe de râul Reuss, la sud de Hausen am Albis în Valea Jonen. Localități vecine sunt Knonau, Mettmenstetten, Rifferswil și Hausen din cantoul Zürich și Baar și Steinhausen, din cantonul Zug.

## Evoluția numărului populației

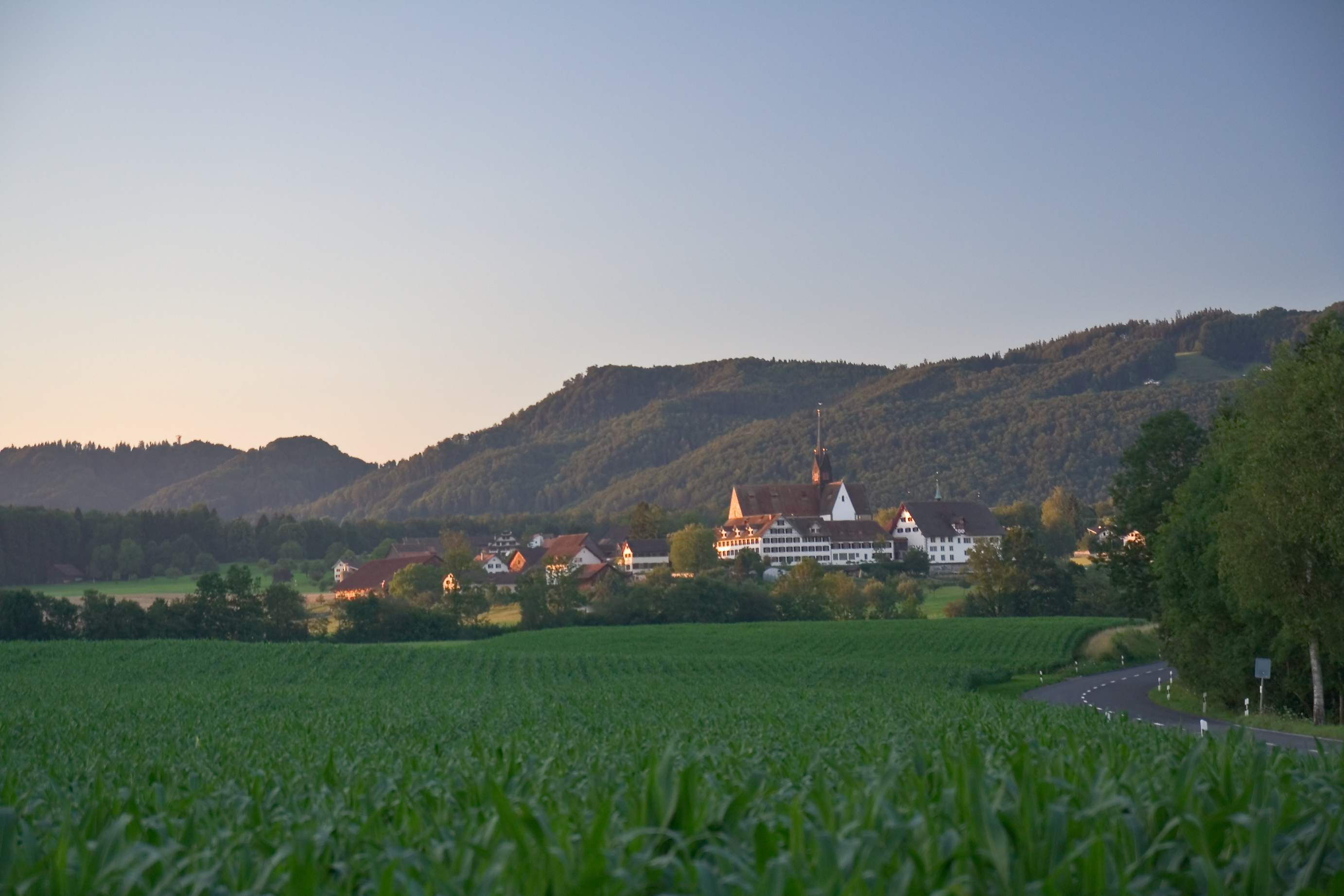
Kappel am Albis

| Evoluția numărului populației | Evoluția numărului populației |
| Anul                          | Nr. locuitori                 |
| ----------------------------- | ----------------------------- |
| 1634                          | 256                           |
| 1799                          | 438                           |
| 1850                          | 743                           |
| 1900                          | 697                           |
| 1980                          | 567                           |
| 2000                          | 865                           |

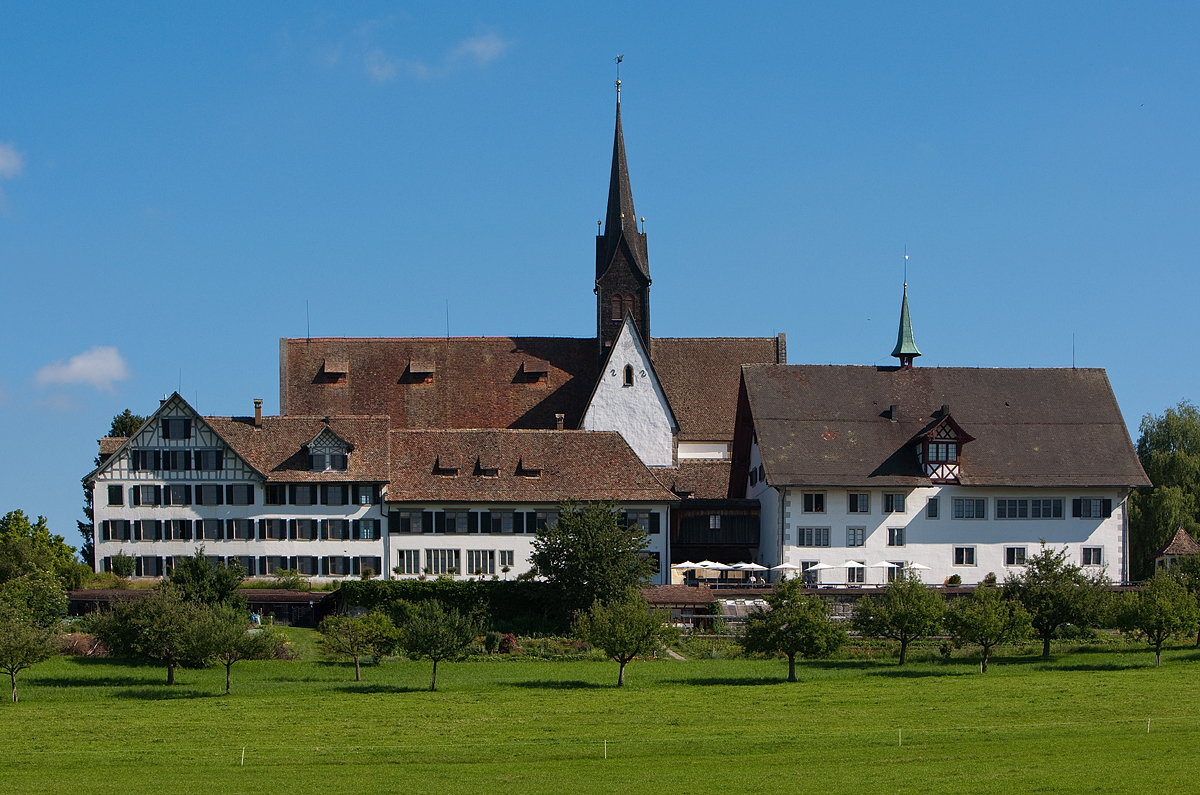
Mănăstirea Kappel
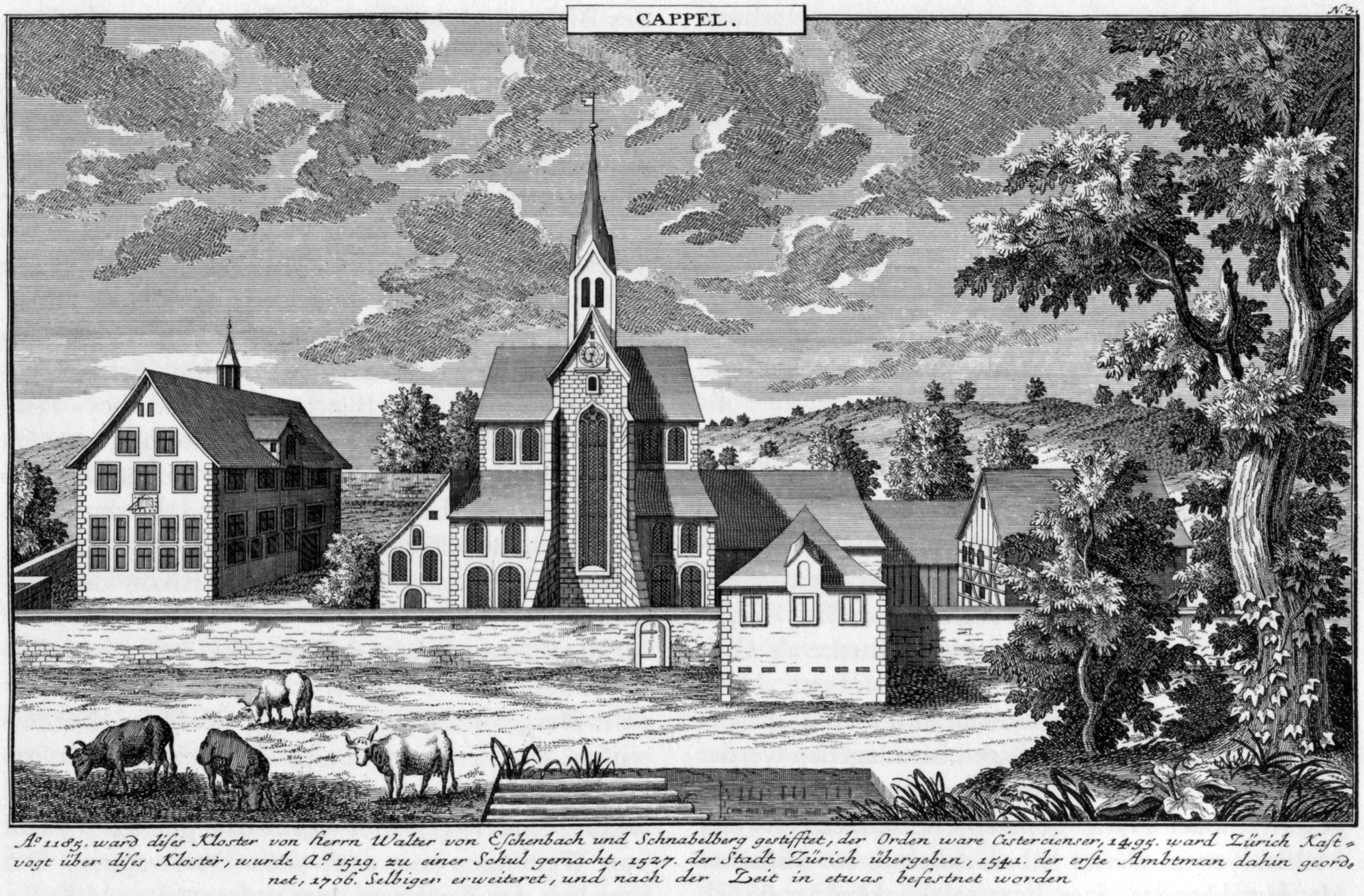
Mănăstirea Kappel de David Herrliberger 1741

## Personalități marcante
- Huldrych Zwingli